# Kościół Matki Boskiej Śnieżnej w Dąbrówce Dolnej
Kościół Matki Boskiej Śnieżnej – rzymskokatolicki kościół parafialny w Dąbrówce Dolnej. Świątynia należy do parafii Matki Boskiej Śnieżnej w Dąbrówce Dolnej, w dekanacie Zagwiździe, diecezji opolskiej.

## Historia kościoła
Inicjatorem budowy kościoła był ksiądz Józef Góretzki, ówczesny proboszcz parafii św. Stanisława Biskupa w Fałkowicach, do której Dąbrówka Dolna należała. Budowę świątyni rozpoczęto wiosną 1932 roku. 25 września 1932 roku wmurowano kamień węgielny oraz dokonano poświęcenia miejsca i budowanego kościół. 15 września 1933 roku, ksiądz Góretzki dokonał konsekracji nowo wybudowanej świątyni.

## Architektura i wnętrze kościoła
Ołtarz główny wykonany został w 1934 roku przez rzeźbiarza kościelnego Hőfler z Opola. Na antepedium znajdują się 4 malowidła, przedstawiające 4 tajemnice Matki Bożej Bolesnej, który jest kopią obrazu z rzymskiej bazyliki Santa Maria Maggiore, obrazu czczonego jako „Salus Populi Romani”.  
W górnej części nawy głównej znajduje się 6 rzeźb: 
- św. Piotra,
- św. Pawła,
- św. Elżbiety Węgierskiej,
- Najświętszej Maryi Panny,
- św. Rocha,
- św. Teresy z Lisieux,

a w tylnej części kościoła niewielkie rzeźby: 
- św. Antoniego z Padwy,
- św. Judy Tadeusza,
- św. Franciszka Ksawerego.

W nawie bocznej znajduje się ołtarz boczny z figurą Anioła Stróża, wykonany w 1955 roku oraz rzeźby:
- św. Urbana I papieża,
- św. Walentego.

Okna strzeliste, zdobią witraże, które zostały wykonane przez Otto Lazara z Raciborza. W prezbiterium witraże przedstawiają świętych: 
- Benedykta,
- Jadwigę,
- Alojzego Gonzagę,
- Annę,

a w nawie głównej świętych: Floriana, Weronikę, Jana Chrzciciela, Rodzinę, Nohtburgę, Antoniego, Barbarę, Krzysztofa, Agnieszkę. Na chórze znajdują się organy wykonane w drugiej połowie XIX wieku. Instrument został przeniesiony z innego kościoła, następnie rozbudowany i poddany renowacji, która została przeprowadzona przez firmę Carla Berschdorfa z Nysy. Instrument jest siedmiogłosowy, jednomanuałowy. Kontuar jest wbudowany w szafę organową. Na placu kościelnym znajdują się dwie groty-kaplice: Matki Bożej z Lourdes i Matki Bożej Bolesnej. Figury wykonał Schäfer z Piekar Śląskich. Obok kościoła jest „Góra Oliwna”. Poświęcenia Góry Oliwnej dokonał 25 czerwca 1964 roku ks. biskup Franciszek Jop. Przed kościołem stoi pomnik Chrystusa Króla.

## Dzwony
W 1933 roku poświęcono komplet pierwszych trzech dzwonów z odlewni Petit & Gebr. Edelbrock. Instrumenty odlane w Gescher, w pełnej okazałości biły niespełna 10 lat, gdyż dwa większe zostały zarekwirowane na cele wojenne. Zachował się jedynie najmniejszy z nich, który bije obecnie z dwoma nowszymi i większymi, odlanymi we Wrocławiu i Przemyślu.
|              | Imię                | Waga (kg) | Ton uderzeniowy | Średnica | Rok odlania | Odlewnia                         |
| ------------ | ------------------- | --------- | --------------- | -------- | ----------- | -------------------------------- |
| Mały dzwon   | św. Barbara         | ~230 kg   | cis" (+)        | 70 cm    | 1933        | Petit & Gebr. Edelbrock, Gescher |
| Średni dzwon | św. Maria           | ~400 kg   | ais' (+)        | 85,5 cm  | nieznany    | Śląska Odlewnia Dzwonów, Wrocław |
| Duży dzwon   | Józef, Jan Paweł II | ~800 kg   | fis'            | 111 cm   | 2000        | Janusz Felczyński, Przemyśl      |